# ماركوس سانشيز (لاعب كرة قدم)
ماركوس سانشيز (بالإسبانية: Marcos Fabián Sánchez)‏ هو لاعب كرة قدم أرجنتيني، ولد في 14 مارس 1990 في Machagai ‏ في الأرجنتين. لعب مع فيرو كاريل أويستي.

## وصلات خارجية
- ماركوس سانشيز على موقع قاعدة بيانات كرة القدم.إي يو (الإنجليزية)
- ماركوس سانشيز على موقع Soccerway.com (الإنجليزية)